# Hein König
Hein König (* 5. Januar 1891 in Großendrescheid, heute Altena, Nordrhein-Westfalen; † 30. August 1971 in München) war ein deutscher akademischer Kunstmaler und von 1925 bis circa 1970 Inhaber der bekannten privaten Mal- und Zeichenschule Die Form in München-Schwabing.

## Leben
Hein König (bürgerlich: Heinrich König) wurde 1891 als Sohn katholischer Eltern im westfälischen Großendrescheid, heute Ortsteil von Altena, geboren. Sein Vater war bereits Invalide, als er am 2. Mai 1917 im Alter von 26 Jahren sein Studium bei Carl Johann Becker-Gundahl an der Zeichenschule der Akademie der bildenden Künste München aufnahm. Nach erfolgreichem Abschluss gründete König als akademischer Kunstmaler 1925 die private Mal- und Zeichenschule Die Form in der Leopoldstraße 61, im Dachgeschoss (der vierten Etage), in Schwabing. Diese Schule bestand immerhin fast fünf Jahrzehnte lang und führte in den 1960er Jahren den Rang einer sogenannten staatlich anerkannten Bildungsstätte für Zeichnen, Malerei und bildende Kunst. König hinterließ zahlreiche Gemälde und Zeichnungen, die noch heute auf Auktionen, manchmal mit dem Hinweis Schwabinger Schule, gehandelt werden. Er war ebenfalls bekannt mit dem Tukan-Kreis, einer Künstlergruppe aus Schwabing. Einige Quellen nennen Hein König auch als Professor für Malerei.

## Bekannte Schüler und Mitarbeiter von Hein König (Auswahl)
Die verschiedenen Kurse, zum Teil im Tages- oder Abendstudium, der sogenannte Abendakt, oder auch Porträt-Kurse, wurden von vielen mehr oder weniger bekannten Personen besucht. Darunter waren auch Mitglieder der Weißen Rose, nämlich Alexander Schmorell und Lilo Ramdohr, sowie Fred Thieler.
- 1925 bis 1935 Ludwig Doerfler[2]
- 1934 bis 1935 Willibald Demmel
- 1938 bis 40 Werner Turk[3]
- um 1939 Hildegard Bauer-Lagally[4]
- 1941 Fred Thieler[5]
- 1941 bis 1942 Lilo Ramdohr[6]
- 1941 bis 1942 Alexander Schmorell
- 1948 bis 1967 Helmut Sacher[7]
- um 1950 Helmut Stadelhofer[8]
- um 1952 Edgar Freyberg[9]
- 1956 Wintersemester Johannes Eidt
- 1958 bis 1962 Peter Günther[10]
- 1961 Wulf Schmid Noerr, Sohn des Friedrich Alfred Schmid Noerr[11][12]
- 1961 Sohn des Opernsängers Hans Hotter
- 1964 Benno Treiber[13]
- 1965 bis 1967 Klaus Hruby[14]

## Werke (kleine Auswahl)
- Bootshaus am Fluß unter hohen Bäumen. Öl/Malkarton, 1921[15]
- Portrait eines Pfeife rauchenden Mannes. Öl/Holz, 1924[16]
- Halbportrait des Geigers Walter Bader, 1932[17]
- Altscherating in München. Zeichnung/Aquarell, 1936
- Weintrinker. Öl/Holz, 1952[18]